# 428
428 (CDXXVIII) var ett skottår som började en söndag i den julianska kalendern.

## Händelser

### April
- 10 april – Nestorius blir patriark av Konstantinopel.

### Okänt datum
- Geiserik blir kung över vandalerna och alanerna.
- Hydatius blir biskop av Aquae Flaviae i Gallaecia (nuvarande Chaves i Portugal).
- Johannes efterträder Theodotus som patriark av Antiochia.

## Födda
- Tuoba Huang, kinesisk kronprins.

## Avlidna
- Gunderik, kung över vandalerna och alanerna.
- Theodoros av Mopsuestia, kristen teolog och biskop.